# Município de Clinton (condado de Fulton, Ohio)
Localização do Ohio nos E.U.A.
O município de Clinton (em inglês: Clinton Township) é um município localizado no condado de Fulton no estado estadounidense de Ohio. No ano 2018 tinha uma população de 9.538 habitantes.

## Geografia
O município de Clinton encontra-se localizado nas coordenadas 41° 32′ 06″ N, 84° 09′ 49″ O. Segundo a Departamento do Censo dos Estados Unidos, o município tem uma superfície total de 107.88 km², da qual 107.41 km² correspondem a terra firme e (0.44%) 0.47 km² é água.

## Demografia
Segundo o censo de 2018, tinha 9.538 pessoas residindo no município de Clinton.